# Donghai (mitología)
De acuerdo a la antigua geografía china, Donghai (东海) literalmente significando "El mar del este", es identificado como el cuerpo de agua al este del continente. 

## Extensión actual
Contiene el actual Mar chino del este (中国东海),  el Mar amarillo (黄海) y el Mar Bohai (渤海). 

## Mitología
En la Mitología China, Donghai es dominio del Donghai Longwang (东海龍王), o "El Rey Dragón del Mar Este", quien es responsable de controlar sus tormentas y mareas. Supuestamente, el Rey Dragón reside en un enorme palacio, el Donghai Longgong (东海龍宫), localizado en lo profundo del mar.
- Datos: Q5813422